# Macrolopha transversicollis
Macrolopha transversicollis es una especie de coleóptero de la familia Megalopodidae.

## Distribución geográfica
Habita en  República del Congo.